# Sphingicampa colla
Sphingicampa colla är en fjärilsart som beskrevs av Dyar 1907. Sphingicampa colla ingår i släktet Sphingicampa och familjen påfågelsspinnare. Inga underarter finns listade i Catalogue of Life.